# Wellenliest

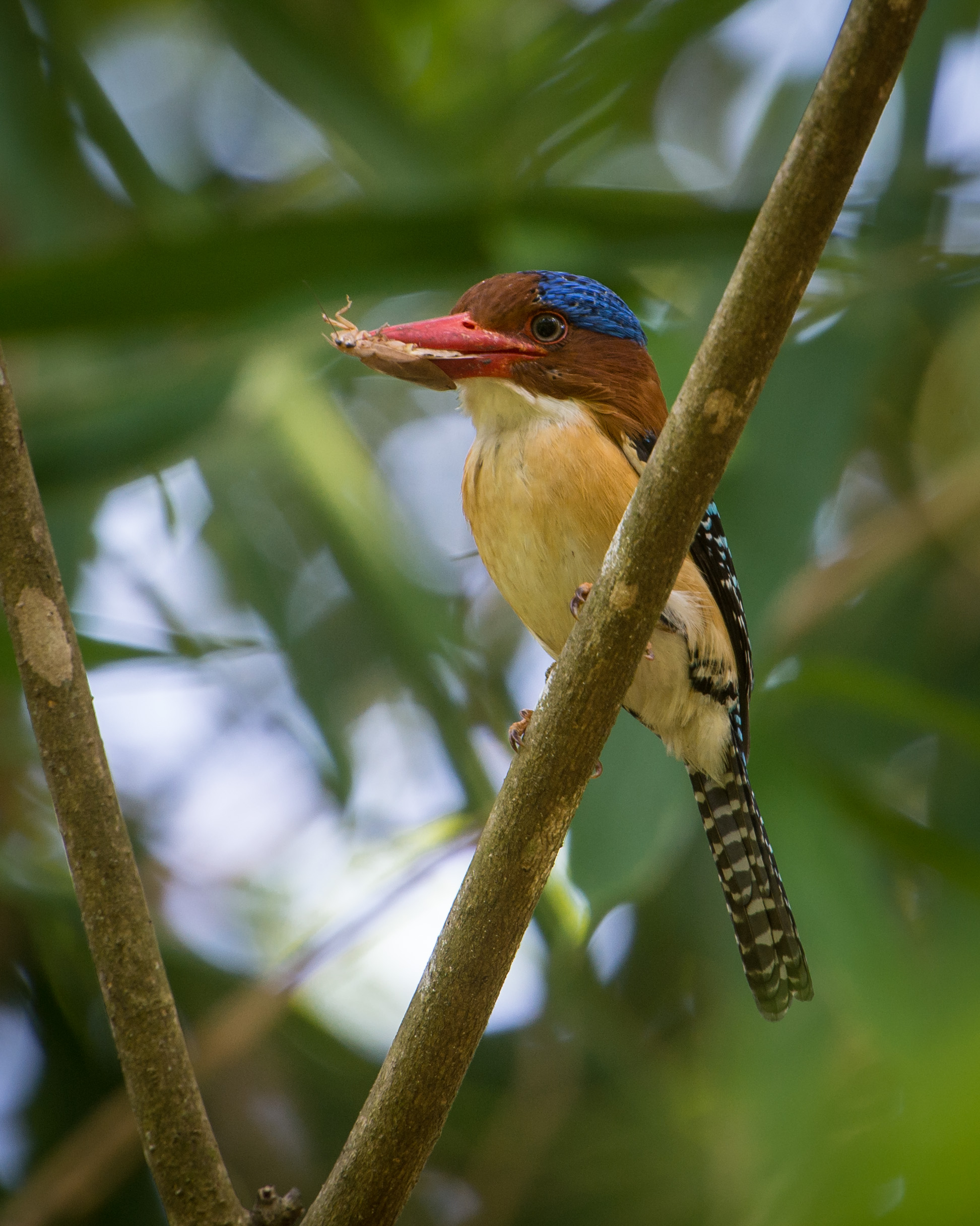
Wellenliest im Nationalpark Kaeng Krachan, Phetchaburi, Thailand, Männchen mit Nahrung

Der Wellenliest  (Lacedo pulchella) ist ein in Südostasien vorkommender Vogel aus der Familie der Eisvögel.

## Merkmale
Adulte Wellenlieste erreichen eine Länge von ca. 20 Zentimetern. Das Gewicht der Männchen variiert zwischen 40,8 und 48,5 Gramm. Weibchen wiegen zwischen 46,5 und 54,3 Gramm. Zwischen den Geschlechtern besteht ein deutlicher Sexualdimorphismus. Bei den Männchen ist der Oberkopf leuchtend blau und mit sehr schmalen schwarzen und weißen Streifen durchsetzt. Die Federn der Krone werden zuweilen aufgestellt. Stirn, Kragen und Wangen sind zimtrot gefärbt, die Kehle ist weiß. Brust und Flanken sind hell rosafarben. Der Bauch ist weißlich. Die Flügel, der Rücken sowie die Steuerfedern sind blau und schwarz gestreift. Die Weibchen zeigen zwar ähnliche Zeichnungsmuster wie die Männchen, farblich unterscheiden sie sich jedoch erheblich. Kopf, Rücken, Flügel und Steuerfedern sind rotbraun und schwarz gestreift. Brust und Bauch sind weiß und mit einigen feinen wellenförmigen Streifen durchsetzt. Der Schnabel ist bei beiden Geschlechtern rot, die Iris ist gelbbraun, Beine und Füße sind blass rötlich braun.

## Verbreitung und Lebensraum
Das Verbreitungsgebiet des Wellenliest umfasst Teile Myanmars, Vietnams, Thailands und Indonesiens. Er besiedelt bevorzugt Regen- und Bambuswälder, zuweilen auch Sumpfgebiete. Die Höhenverbreitung reicht bis auf 1100 Meter.

## Unterarten
Neben der im Süden Thailands, auf Java und Sumatra sowie den Natuna-Inseln vorkommenden Nominatform Lacedo pulchella pulchella sind zwei weitere Unterarten bekannt:
- Lacedo pulchella amabilis (Hume, 1873) – im Süden Myanmars, der Mitte und dem Osten Vietnams sowie dem Süden von Thailand und Indochina.
- Schwarzgesichtliest (Lacedo pulchella melanops (Bonaparte, 1850))

## Lebensweise
Die Vögel ernähren sich in erster Linie von verschiedenen Insektenarten, außerdem von Doppelfüßern (Diplopoda), Hundertfüßern (Chilopoda) sowie Landasseln (Oniscidea). Gelegentlich werden auch kleine Fische, Krustentiere und Eidechsen erbeutet. Nester werden in Höhen von ca. drei Metern in auf Bäumen befindliche Termitenhügel oder in verrottende Bäume gegraben. Das Gelege besteht aus zwei bis zu fünf Eiern. Weitere Details zum Brutverhalten müssen noch erforscht werden.

## Gefährdung
Der Wellenliest ist in seinen Verbreitungsgebieten nicht selten. Er wird demzufolge von der Weltnaturschutzorganisation IUCN als  „least concern = nicht gefährdet“ klassifiziert.